# Wilson Flagg
Pour les articles homonymes, voir Flagg.
Wilson "Bud" Flagg (26 octobre 1938 — 11 septembre 2001) a servi dans la marine des États-Unis, atteignant le grade de contre-amiral.
Wilson Flagg est mort à 62 ans dans le crash du vol 77 d'American Airlines dans les attentats du 11 septembre 2001. Il était passager sur ce vol. Il voyageait jusqu'à Las Vegas avec sa femme, Darlene "Dee" Flagg, et une amie du couple, Barbara G. Edwards.

## Carrière militaire
- 1961 - Diplômé de l'United States Naval Academy.
- 1962 - Pilote Marine  affectés au F-8 Crusader.
- 1963 à 1967 - Trois tours de service au Viêt Nam pendant le conflit.
- 1967 - En service actif et rejoint Réserve navale et F-8 Squadron VF-201 : 
 Commandant de la Réserve navale F-8 escadrons 206 et VFP VFP 6366. 
 Commandant de la Réserve navale de préparation du commandement de la Région II, et le chef adjoint des opérations navales de la guerre aérienne. 
 Adjoint spécial de l'honorable Fred Davidson, adjoint au Secrétaire de la Marine.
- 1986 - Promu amiral (moitié inférieure).
- 1987 - Nommé au Pentagone.
- 1990 - Promu amiral (moitié supérieure).
- 1993 - censuré pour avoir omis de prévenir la conférence Tailhook.
- 1995 - Retraité de la marine (mais il a maintenu un bureau au Pentagone et restait disponible pour des conseils techniques).

Au cours de sa carrière militaire, il a inscrit plus de 3 200 heures de vol sur le F-8 Crusader, plus que n'importe quel autre pilote.[réf. souhaitée]
Il a été également pilote pour American Airlines de 1967 à 1998.
Il avait déménagé à Millwood (en), en Virginie vers 1993.